# Anton Schoendlinger
Anton Schoendlinger (* 12. November 1919 in Bačko Novo Selo (deutsch Neudorf a. d. Donau), Königreich der Serben, Kroaten und Slowenen; † 16. August 1983 in Giengen an der Brenz) war ein donauschwäbischer Komponist.

## Leben
Schoendlinger studierte zwischen 1946 und 1950 Komposition an der Staatlichen Hochschule für Musik Leipzig und war bis 1952 Meisterschüler bei Hanns Eisler an der Deutschen Akademie der Künste. Nach dem Studium betätigte er sich ein Jahr lang als Musiklektor beim Staatlichen Komitee für Rundfunk. Von 1953 bis 1954 war er als Verlagslektor für die Edition Peters in Leipzig tätig. Ab 1955 arbeitete er als freischaffender Komponist in Ost-Berlin. 1956 heiratet er die Berlinerin Karin Uhlendorf. Zwischen 1965 und 1973 wurde er als Rundfunk-Musiklektor beim Deutschen Demokratischen Rundfunk tätig und erfüllte zudem zwischen 1969 und 1973 einen Honorarlehrauftrag an der Hochschule für Musik „Hanns Eisler“ Berlin. 1973 musste er den Staatsdienst nach politischer Diskriminierung durch das DDR-Regime verlassen und so war er bis 1983 wieder freischaffender Komponist. 1982 verstarb seine Ehefrau Karin. Im März 1983 erfolgte die Ausreise nach Herbrechtingen.

## Werk
Das musikalische Schaffen Schoendlingers umfasst etwa 400 Werke, davon je die Hälfte Vokal- und Instrumentalwerke. Neben Kammer-, Orgel- und Chormusik sind auch das Klavierlied, die Sinfonie, das Konzert, die Etüde und das Solostück vertreten. In seinen Kompositionen verlässt er das tonale System nie vollständig und in der thematischen Erfindung orientiert er sich an modalen Strukturen, die in seinen nachfolgenden Werken immer häufiger mit Chromatik angereichert werden. Die vorwiegend polyphon angelegten Sätze lassen erkennen, dass das Primat des Linearen (also der Melodie) vor dem Klanglichen (der Harmonie) ein wesentliches Element seiner kompositorischen Konzeption ist.
Schoendlingers Musik kann als Symbiose südosteuropäischer musikalischer Vielfalt und Elementen mitteleuropäischer Stilrichtungen verschiedener Musikepochen interpretiert werden. Zwei unterschiedliche kulturelle Einflüsse prägten Schoendlingers musikalisches Empfinden: Einerseits war es die multikulturelle musikalische Vielfalt im südosteuropäischen Raum und andererseits, die während seines Leipziger Studiums und als Berliner Meisterschüler absorbierten Elemente mitteleuropäischer Stilrichtungen verschiedener Musikepochen.
Hauptmerkmale seines Musikstils sind chromatische Anreicherung auf modaler Melodik Hindemith’scher Art, südosteuropäisch geprägte Rhythmik mit oft auftretenden Quart- und Quintklängen sowie dominierende Kontrapunktik. Schoendlingers Musik kann als „gemäßigt modern“ und ausgesprochen „neoklassizistisch“ mit prägnant folkloristischem Einschlag bezeichnet werden. Er schuf einen eigenen Musikstil im Spannungsfeld zwischen den geforderten Begrenzungen in der DDR einerseits und der progressiven internationalen Musikentwicklung andererseits. Aufgrund stilistischer Merkmale ist seine Musik im musikalischen Spektrum des 20. Jahrhunderts mit Béla Bartók, Hindemith und Johann Nepomuk David verwandt, aber trotzdem distinkt in seiner kombinierten, zwischen klassisch-romantischer Formenwelt und südosteuropäischer Folklore schwankenden, Ausdrucksweise.